# سینسایت استودیوز
سینسایت استودیوز (به انگلیسی: Cinesite) (همچنین به عنوان سینسایت وی‌اف‌اکس یا به سادگی سینسایت شناخته می‌شود) یک کسب وکار مستقل و چند ملیتی است که خدماتی را به صنایع رسانه و سرگرمی ارائه می‌دهد. دفتر مرکزی آن در لندن در سال ۱۹۹۴ افتتاح شد و در ابتدا خدماتی را در زمینه جلوه‌های بصری برای فیلم و تلویزیون ارائه داد و متعاقباً به انیمیشن‌های بلند نیز گسترش یافت.
بخش های سینه‌سایت و شرکت های شریک آن موتور تصویر و تریکستر در لندن، مونترال، برلین، مونیخ و ونکوور با بیش از ۱۲۰۰ کارمند فعالیت می‌کنند.